# Erik Homan
Erik Homan (Hoorn, 26 februari 1982) is een voormalige Nederlandse voetballer, die als een aanvaller speelde.

## Carrière
Homan begon met voetballen in de jeugd bij SC Spirit '30 en HVV Hollandia waarna hij de overstap maakte naar de jeugdafdeling van AZ. Op 21 april 2000 in de thuiswedstrijd tegen MVV Maastricht maakte Homan zijn debuut voor AZ. Hij kwam in de 82e minuut als invaller voor Ferdino Hernandez. De wedstrijd werd met 2-0 gewonnen.
Hierna speelde Homan bij verschillende amateurclubs in zijn voetbalcarrière. 
Homan beëindigde zijn voetbalcarrière in 2017.

## Statistieken
| Seizoen        | Club           | Land           | Competitie     | Competitie | Competitie | Beker | Beker | Totaal | Totaal |
| Seizoen        | Club           | Land           | Competitie     | Wed.       | Dlp.       | Wed.  | Dlp.  | Wed.   | Dlp.   |
| -------------- | -------------- | -------------- | -------------- | ---------- | ---------- | ----- | ----- | ------ | ------ |
| 1999/00        | AZ             | Nederland      | Eredivisie     | 1          | 0          | 0     | 0     | 1      | 0      |
| Carrièretotaal | Carrièretotaal | Carrièretotaal | Carrièretotaal | 1          | 0          | 0     | 0     | 0      | 0      |